# Jung Bu-Kyung
Jung Bu-Kyung (en coreano: 정부경; 26 de mayo de 1978) es un deportista surcoreano que compitió en judo.
Participó en los Juegos Olímpicos de Sídney 2000, obteniendo una medalla de plata en la categoría de –60 kg. Ganó dos medallas de oro en el Campeonato Asiático de Judo en los años 1999 y 2003.

## Palmarés internacional
| Juegos Olímpicos    | Juegos Olímpicos     | Juegos Olímpicos | Juegos Olímpicos |
| Año                 | Lugar                | Medalla          | Categoría        |
| ------------------- | -------------------- | ---------------- | ---------------- |
| 2000                | Sídney (Australia)   | Medalla de plata | –60 kg           |
| Campeonato Asiático |                      |                  |                  |
| Año                 | Lugar                | Medalla          | Categoría        |
| 1999                | Wenzhou (China)      | Medalla de oro   | –60 kg           |
| 2003                | Jeju (Corea del Sur) | Medalla de oro   | –66 kg           |